# Les Quat' cents coups
Pour les articles homonymes, voir Les Quatre Cents Coups (homonymie).
Les Quat' cents coups (ou Les 400 coups) est une chanson de l'auteur-compositeur-interprète Léo Ferré. Elle fut initialement censurée, puis publiée en 1961 sur le super 45 tours Les Chansons interdites de Léo Ferré.

## Historique
En 1960, Léo Ferré a déjà enregistré huit albums studio lorsqu'il signe avec le producteur Eddie Barclay. Entre février et avril 1961 une série de 8 chansons originales de Léo Ferré est enregistrée, mais censurée par le producteur et la censure officielle. Parmi elle figure Les quat' cents coups, diatribe antithéiste et libertaire, qui finalement sort en septembre 1961 avec trois autres chansons sous le titre Les Chansons interdites de Léo Ferré. Le titre est repris en 2003 sur le CD posthume Les Chansons interdites... et autres.

## Forme
Le titre de la chanson fait référence à l'expression populaire « faire les 400 coups ». Deux ans plus tôt en 1959, le film Les quatre cents coups de François Truffaut sort au cinéma.
La chanson est rythmée par une phrase répétée à huit reprises « s'il faut tirer par tous les bouts, copains tirons les 400 coups ». Elle comprend en outre sept couplets dont les paroles montrent toute la rébellion du chanteur face à l'époque, la religion et la guerre. Les paroles sont également un hymne à la transgression, une préfiguration des titres à venir Ni Dieu ni maître, Les Anarchistes ou encore Et... Basta !. Les 400 coups est le témoin du début d'une nouvelle période artistique pour Léo Ferré, avec une prose libérée et une « insoutenable insolence pour cette époque peu épique ».